# Langue des signes arménienne
La langue des signes arménienne, est la langue des signes utilisée par une partie des personnes sourdes et de leurs proches en Arménie.

## Histoire
Comme en français, l'arménien possède sa propre langue des signes pour communiquer avec les personnes sourdes et malentendantes.